# Тексашки масакр моторном тестером 4: Следећа генерација
Тексашки масакр моторном тестером 4: Следећа генерација (енгл. Texas Chainsaw Massacre: The Next Generation) је амерички слешер хорор филм из 1995, режисера Кима Хенкела са Рене Зелвегер и Метјуом Маконахејем у главним улогама. Представља наставак филма Тексашки масакр моторном тестером 3: Ледерфејс иако је континуитет са причом из претходног дела поново нарушен. Познат је и под оригиналним насловом Повратак тексашког масакра моторном тестером.
Упркос наизглед најјачој глумачкој постави коју предводе двострука оскаровка, Зелвегер, и још један оскаровац, Маконахеј, филм је доживео катастрофалан дебакл и на благајнама и по оценама критичара и по реакцији публике, те тако по сваком критеријуму представља најлошији и најнеуспешнији филм у серијалу Тексашки масакр моторном тестером. Зарадио је свега 185 898 $, што је далеко мање од свих осталих филмова. Сајт Rotten Tomatoes га је оценио са 14%, а на IMDb-у је на 34. месту најлошије оцењених филмова икада. Критичарка Бетси Шерман, га је у рецензији за магазин Бостонски глобус назвала „бестидним прежвакавањем оригинала”.
Песму за филм отпевала је позната певачица Деби Хари.
Радња филма се коси са дешавањима из претходних делова, што је био случај и са трећим делом у погледу на дешавања из другог. Наиме, у претходном делу приказан је леш деде Сојера, док је у овом делу он и даље жив, на необјашњен начин. Такође, Мерилин Бернс се вратила у своју препознатљиву улогу Сали Хардести из првог дела, за коју је на самом почетку другог дела речено да је преминула због психичких проблема убрзо након масакра. Бернс има камео улогу на крају филма и њен лик Сали, коју тумачи је и даље жива.
Годинама је изгледало да је серијал окончан неуспехом овог филма, све док 2003. није доживео „препород” петим филмом који је уједно био и рибут оригинала.

## Радња
Четворо тинјџера — Џени, Шон, Хедер и Бери напуштају своје матурско вече због свађе Хедер и Берија. Пошто доживе саобраћајну незгоду, одлучују да се врате пешке пречицом која води кроз шуму. Убрзо постају нове жртве Ледерфејса и његове нове породице, иза које се овога пута крије мистериозна организација.

## Улоге
| Глумац                  | Улога                     |
| ----------------------- | ------------------------- |
| Рене Зелвегер           | Џени                      |
| Метју Маконахеј         | Вилмер Слотер             |
| Роберт Џекс             | Јуниор Слотер „Ледерфејс” |
| Тони Перенски           | Дарла Слотер              |
| Џо Стивенс              | Волтер Едвард Слотер      |
| Лиса Мари Њумајер       | Хедер                     |
| Грејсон Виктор Ширмачер | деда Сојер                |
| Џон Харисон             | Шон                       |
| Тајлер Кон              | Бери                      |
| Џејмс Гејл              | Ротман                    |
| Дебра Маршал            | полицајка                 |
| Мерилин Бернс           | Сали Хардести             |
| Џон Дуган               | полицајац у болници       |
| Пол Партејн             | управник болнице          |